# Eusebio Di Francesco
Eusebio Luca Di Francesco (Pescara, 8 settembre 1969) è un allenatore di calcio ed ex calciatore italiano, di ruolo centrocampista, tecnico del Lecce.

## Biografia
Chiamato Eusebio in onore del leggendario calciatore portoghese, è padre di Federico, anch'egli calciatore.

## Carriera

### Giocatore

#### Club

##### Gli inizi, Empoli e Lucchese
A 15 anni entra nelle giovanili dell'Empoli, insieme a Nicola Caccia. Esordisce in Serie A a 18 anni con la maglia della formazione toscana nella stagione 1987-1988, collezionando una sola presenza, subentrando nella ripresa a Luigino Pasciullo in occasione della sconfitta esterna contro la Juventus del 31 gennaio 1988. La stagione termina con la retrocessione della squadra empolese e l'anno successivo Di Francesco gioca 34 partite. Un'altra retrocessione porta l'Empoli e Di Francesco in Serie C1, dove disputa 33 partite la prima stagione e altrettante la seconda mettendo a segno rispettivamente 1 e 2 reti.
L'annata successiva passa alla Lucchese, in Serie B, disputando 4 stagioni da titolare e realizzando 12 reti, di cui 7 nel campionato cadetto 1994-1995.

##### Piacenza e Roma

Di Francesco al Piacenza nel 1996

Viene acquistato dal Piacenza in massima serie: gioca con la maglia biancorossa due stagioni con 5 reti in 67 partite, conquistando altrettante salvezze.
All'inizio della stagione 1997-1998 passa alla Roma, squadra con cui raggiunge il massimo risultato della propria carriera con la vittoria del campionato 2000-2001 (disputato da riserva) e collezionando 168 presenze e 14 reti. Durante la sua permanenza a Roma gioca anche in Coppa UEFA e viene convocato in nazionale.
Torna al Piacenza nell'estate 2001 per rimanerci altre 2 stagioni fino al 2003 con 61 presenze e 12 reti.

##### Ancona e Perugia
La stagione successiva passa all'Ancona e nel gennaio 2004 al Perugia, squadra in cui chiude la sua carriera da calciatore nel 2005.

#### Nazionale
Nell'estate 1997 è inizialmente convocato in nazionale da Cesare Maldini per il Torneo di Francia, a cui rinuncia per disputare lo spareggio-salvezza del Piacenza contro il Cagliari.

Di Francesco (accosciato, primo da sinistra) in nazionale nel 1999

Esordisce in maglia azzurra l'anno successivo, il 5 settembre 1998, durante la gestione di Dino Zoff, in occasione della partita di qualificazione al campionato d'Europa 2000 contro il Galles. Il 16 dicembre dello stesso anno realizza il suo unico gol in azzurro, contro una selezione di All Stars, in un'amichevole celebrativa del centenario della Federazione Italiana Giuoco Calcio.
In nazionale conta 16 convocazioni tra il 1997 e il 2000, con 13 presenze.

### Dirigente
Il 29 luglio 2005 diventa team manager della Roma, lasciando l'incarico il 31 luglio 2006. Il 1º agosto 2007 va a ricoprire il ruolo di direttore sportivo della Val di Sangro; il 15 dicembre seguente, dopo l'esonero dell'allenatore Danilo Pierini, lascia l'incarico. Il 18 settembre 2009 viene nominato direttore tecnico nel settore giovanile del Pescara subentrando a Cetteo Di Mascio.

### Allenatore

#### Lanciano, Pescara e Lecce
Il 23 giugno 2008 è diventato l'allenatore del Lanciano; il 27 gennaio 2009 viene esonerato e sostituito da Dino Pagliari.
Il 12 gennaio 2010, subentra all'esonerato Antonello Cuccureddu sulla panchina del Pescara ottenendo la promozione in serie B dopo i play-off. Nel campionato successivo conduce la squadra al 13º posto, dopo aver a lungo conteso ad altre pretendenti i play-off; il 22 giugno 2011 risolve il contratto coi biancazzurri con un anno di anticipo, per aver accettato la proposta del Lecce che lo ha voluto alla guida tecnica della squadra. A Pescara viene sostituito da Zdeněk Zeman.
Il 24 giugno 2011 diventa l'allenatore del Lecce. Il 4 dicembre seguente, dopo la sconfitta per 4-2 contro il Napoli, con la squadra ultima in classifica con 8 punti e 9 sconfitte in 13 partite, viene esonerato e sostituito da Serse Cosmi. A fine stagione il Lecce, pur autore di una notevole rimonta, retrocederà in Serie B arrivando al 18º posto.

#### Sassuolo

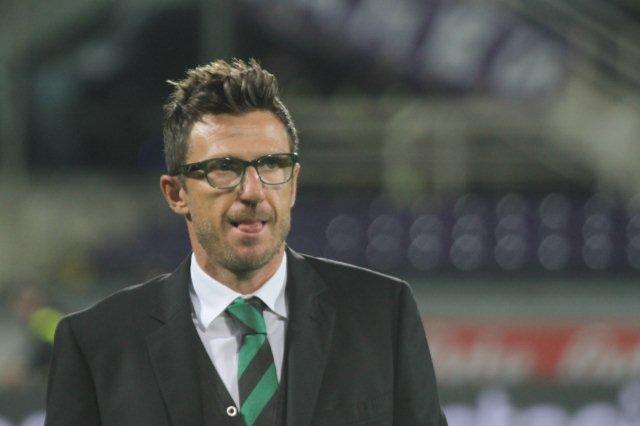
Di Francesco in veste di tecnico del Sassuolo nel 2014

Il 19 giugno 2012 diventa l'allenatore del Sassuolo. Alla fine del girone d'andata, la squadra, con 48 punti conquistati, si laurea campione d'inverno. Il 18 maggio 2013, a seguito della vittoria interna contro il Livorno per 1-0, il Sassuolo vince il campionato di Serie B conquistando la prima storica promozione nella massima serie italiana. Il 28 gennaio 2014 viene esonerato dopo la sconfitta (3-1) sul campo del Livorno, per poi essere richiamato il 3 marzo successivo al posto del suo successore Alberto Malesani, con il quale il Sassuolo aveva perso 5 partite su 5. Con una giornata d'anticipo, il Sassuolo riesce a salvarsi matematicamente dalla retrocessione con 34 punti fatti in 38 gare (tutti ottenuti con lui in panchina). Nella stagione 2015-2016 riesce a portare il Sassuolo in sesta posizione, conquistando la qualificazione ai preliminari della UEFA Europa League 2016-2017 (prima volta per la società). Nella stagione successiva guida la squadra al superamento dei preliminari di Europa League, accedendo così alla fase a gironi della competizione. In campionato nonostante tanti infortuni riesce a portare la squadra emiliana al dodicesimo posto.

#### Roma
Il 12 giugno 2017, dopo aver risolto consensualmente il contratto che lo legava al Sassuolo fino al 2019, diventa l'allenatore della Roma, firmando un biennale. Chiude il suo primo campionato alla guida della squadra capitolina al terzo posto e raggiunge, a 34 anni di distanza dall'ultima volta, la semifinale di Champions League, dopo una storica rimonta per 3 a 0 nei quarti di finale contro il Barcellona; i giallorossi verranno poi eliminati dal Liverpool nonostante la vittoria per 4-2 nella semifinale di ritorno, insufficiente a ribaltare il 5-2 dell'andata. Il 18 giugno 2018 prolunga con il club capitolino fino al 2020. Il 7 marzo 2019, dopo la sconfitta nel derby capitolino per 3-0 e l'eliminazione negli ottavi di finale di Champions League per mano del Porto, viene esonerato.

#### Sampdoria, Cagliari e Verona
Dopo aver rescisso consensualmente il contratto che lo legava alla Roma, il 22 giugno 2019 viene nominato nuovo tecnico della Sampdoria, firmando un contratto triennale. Il 7 ottobre successivo, con la squadra all'ultimo posto in classifica per via di soli tre punti (ottenuti contro il Torino) raccolti in sette giornate, rescinde il contratto con il club genovese.
Il 3 agosto 2020 viene ufficializzato il suo approdo al Cagliari con un contratto fino a giugno 2022. Il 22 febbraio 2021, nonostante poche settimane prima avesse firmato il rinnovo del contratto fino al 2023, viene esonerato a causa del rendimento poco soddisfacente che aveva tenuto fino a quel momento alla guida della sua squadra, ottenendo solo tre vittorie in 23 giornate e con una striscia di 16 partite senza successi.
Dopo aver risolto il contratto con i sardi, il 7 giugno 2021 viene nominato nuovo tecnico del Verona, con un contratto biennale. Debutta il successivo 14 agosto, battendo il Catanzaro (3-0) nella gara valida per i trentaduesimi di finale della Coppa Italia. Non riesce tuttavia a ingranare in campionato dove al debutto, il 21 agosto, perde in casa per 2-3 contro il Sassuolo; seguono altre due sconfitte consecutive contro Inter e Bologna, che già il 14 settembre lo portano ad essere sollevato dall'incarico.

#### Frosinone e Venezia
Il 1º luglio 2023, dopo avere trascorso la stagione 2022-2023 senza allenare, viene assunto dal Frosinone, neopromosso in Serie A, con cui firma un contratto annuale, con opzione per un'altra stagione in caso di raggiungimento della salvezza. Esordisce sulla panchina dei gialloblù il successivo 19 agosto, perdendo in casa contro il Napoli (1-3). La vittoria casalinga contro l'Atalanta per 2-1, la settimana dopo, interrompe una striscia di venti partite in Serie A senza vittorie per il tecnico abruzzese.
La stagione 2023-2024, in seguito a un buon inizio di campionato, oltre ad aver portato per la prima volta il Frosinone ai quarti di Coppa Italia (in virtù del roboante successo per 4-0 allo Stadio Maradona contro il Napoli), porta per la prima volta assoluta nella storia la squadra ai quarti della competizione; ai quarti i gialloblù vengono eliminati dalla Juventus (4-0). Tuttavia i ciociari retrocedono all’ultima giornata di campionato da terzultimi con 35 punti perdendo lo scontro diretto con l’Udinese (0-1) e a fronte della contemporanea vittoria in extremis dell’Empoli contro la Roma. Il 16 giugno 2024 saluta il Frosinone con una lettera indirizzata ai tifosi.
Il 26 giugno 2024, viene ingaggiato dal Venezia, neo-promosso in Serie A, con cui sottoscrive un accordo biennale. Nella stagione 2024-2025, in seguito alla sconfitta all'ultima giornata in campionato contro la Juventus (2-3), rimane coinvolto nella sua seconda retrocessione consecutiva, con la squadra che termina al penultimo posto con 29 punti. Il 26 giugno 2025, risolve consensualmente il proprio contratto con il club lagunare.

#### Ritorno al Lecce
Sempre il 26 giugno 2025, Di Francesco fa ritorno al Lecce, dopo quattordici anni, con cui firma un contratto annuale.

## Statistiche

### Presenze e reti nei club
| Stagione        | Squadra         | Campionato      | Campionato | Campionato | Coppe nazionali | Coppe nazionali | Coppe nazionali | Coppe continentali | Coppe continentali | Coppe continentali | Altre coppe | Altre coppe | Altre coppe | Totale | Totale |
| Stagione        | Squadra         | Comp            | Pres       | Reti       | Comp            | Pres            | Reti            | Comp               | Pres               | Reti               | Comp        | Pres        | Reti        | Pres   | Reti   |
| --------------- | --------------- | --------------- | ---------- | ---------- | --------------- | --------------- | --------------- | ------------------ | ------------------ | ------------------ | ----------- | ----------- | ----------- | ------ | ------ |
| 1986-1987       | Empoli          | A               | 0          | 0          | CI              | 1               | 0               | -                  | -                  | -                  | -           | -           | -           | 1      | 0      |
| 1987-1988       | Empoli          | A               | 1          | 0          | CI              | 4               | 0               | -                  | -                  | -                  | -           | -           | -           | 5      | 0      |
| 1988-1989       | Empoli          | B               | 34         | 0          | CI              | ?               | ?               | -                  | -                  | -                  | -           | -           | -           | 34+    | 0+     |
| 1989-1990       | Empoli          | C1              | 33         | 1          | CI+CI-C         | ?               | ?               | -                  | -                  | -                  | -           | -           | -           | 33+    | 1+     |
| 1990-1991       | Empoli          | C1              | 34         | 2          | CI+CI-C         | ?               | ?               | -                  | -                  | -                  | -           | -           | -           | 34+    | 2+     |
| Totale Empoli   | Totale Empoli   | Totale Empoli   | 102        | 3          |                 | 5+              | 0+              |                    | -                  | -                  |             | -           | -           | 107+   | 3+     |
| 1991-1992       | Lucchese        | B               | 33         | 2          | CI              | ?               | ?               | -                  | -                  | -                  | -           | -           | -           | 33+    | 2+     |
| 1992-1993       | Lucchese        | B               | 34         | 3          | CI              | 1               | 0               | -                  | -                  | -                  | -           | -           | -           | 35     | 0      |
| 1993-1994       | Lucchese        | B               | 36         | 0          | CI              | ?               | ?               | -                  | -                  | -                  | -           | -           | -           | 36+    | 0+     |
| 1994-1995       | Lucchese        | B               | 36         | 7          | CI              | ?               | ?               | -                  | -                  | -                  | -           | -           | -           | 36+    | 7+     |
| Totale Lucchese | Totale Lucchese | Totale Lucchese | 139        | 12         |                 | 1+              | 0+              |                    | -                  | -                  |             | -           | -           | 140+   | 12+    |
| 1995-1996       | Piacenza        | A               | 33         | 2          | CI              | 1               | 0               | -                  | -                  | -                  | -           | -           | -           | 34     | 2      |
| 1996-1997       | Piacenza        | A               | 34+1       | 3+0        | CI              | 1               | 0               | -                  | -                  | -                  | -           | -           | -           | 36     | 3      |
| 1997-1998       | Roma            | A               | 33         | 4          | CI              | 5               | 1               | -                  | -                  | -                  | -           | -           | -           | 38     | 5      |
| 1998-1999       | Roma            | A               | 33         | 8          | CI              | 4               | 0               | CU                 | 7                  | 0                  | -           | -           | -           | 44     | 8      |
| 1999-2000       | Roma            | A               | 30         | 2          | CI              | 4               | 1               | CU                 | 7                  | 0                  | -           | -           | -           | 41     | 3      |
| 2000-2001       | Roma            | A               | 5          | 0          | CI              | 0               | 0               | CU                 | 1                  | 0                  | -           | -           | -           | 6      | 0      |
| Totale Roma     | Totale Roma     | Totale Roma     | 101        | 14         |                 | 13              | 2               |                    | 15                 | 0                  |             | -           | -           | 129    | 16     |
| 2001-2002       | Piacenza        | A               | 31         | 6          | CI              | 3               | 1               | -                  | -                  | -                  | -           | -           | -           | 34     | 7      |
| 2002-2003       | Piacenza        | A               | 30         | 6          | CI              | 1               | 0               | -                  | -                  | -                  | -           | -           | -           | 31     | 6      |
| Totale Piacenza | Totale Piacenza | Totale Piacenza | 128+1      | 17         |                 | 6               | 1               |                    | -                  | -                  |             | -           | -           | 136    | 18     |
| 2003-gen. 2004  | Ancona          | A               | 10         | 0          | CI              | 1               | 0               | -                  | -                  | -                  | -           | -           | -           | 11     | 0      |
| gen.-giu. 2004  | Perugia         | A               | 12+2       | 1+0        | CI              | 0               | 0               | CU                 | 2                  | 0                  | -           | -           | -           | 16     | 1      |
| 2004-2005       | Perugia         | B               | 23+3       | 1+0        | CI              | 3               | 1               | -                  | -                  | -                  | -           | -           | -           | 29     | 2      |
| Totale Perugia  | Totale Perugia  | Totale Perugia  | 35+5       | 2          |                 | 3               | 1               |                    | 2                  | 0                  |             | -           | -           | 45     | 3      |
| Totale carriera | Totale carriera | Totale carriera | 515+6      | 48         |                 | 29+             | 4+              |                    | 17                 | 0                  |             | -           | -           | 567    | 52+    |

### Cronologia presenze e reti in nazionale
| Cronologia completa delle presenze e delle reti in nazionale ― Italia | Cronologia completa delle presenze e delle reti in nazionale ― Italia | Cronologia completa delle presenze e delle reti in nazionale ― Italia | Cronologia completa delle presenze e delle reti in nazionale ― Italia | Cronologia completa delle presenze e delle reti in nazionale ― Italia | Cronologia completa delle presenze e delle reti in nazionale ― Italia | Cronologia completa delle presenze e delle reti in nazionale ― Italia | Cronologia completa delle presenze e delle reti in nazionale ― Italia |
| Data                                                                  | Città                                                                 | In casa                                                               | Risultato                                                             | Ospiti                                                                | Competizione                                                          | Reti                                                                  | Note                                                                  |
| --------------------------------------------------------------------- | --------------------------------------------------------------------- | --------------------------------------------------------------------- | --------------------------------------------------------------------- | --------------------------------------------------------------------- | --------------------------------------------------------------------- | --------------------------------------------------------------------- | --------------------------------------------------------------------- |
| 5-9-1998                                                              | Liverpool                                                             | Galles                                                                | 0 – 2                                                                 | Italia                                                                | Qual. Euro 2000                                                       | -                                                                     | 85’                                                                   |
| 10-10-1998                                                            | Udine                                                                 | Italia                                                                | 2 – 0                                                                 | Svizzera                                                              | Qual. Euro 2000                                                       | -                                                                     | 61’                                                                   |
| 18-11-1998                                                            | Salerno                                                               | Italia                                                                | 2 – 2                                                                 | Spagna                                                                | Amichevole                                                            | -                                                                     |                                                                       |
| 16-12-1998                                                            | Roma                                                                  | Italia                                                                | 6 – 2                                                                 | World Stars                                                           | Amichevole                                                            | 1                                                                     | 46’                                                                   |
| 10-2-1999                                                             | Pisa                                                                  | Italia                                                                | 0 – 0                                                                 | Norvegia                                                              | Amichevole                                                            | -                                                                     |                                                                       |
| 27-3-1999                                                             | Copenaghen                                                            | Danimarca                                                             | 1 – 2                                                                 | Italia                                                                | Qual. Euro 2000                                                       | -                                                                     |                                                                       |
| 31-3-1999                                                             | Ancona                                                                | Italia                                                                | 1 – 1                                                                 | Bielorussia                                                           | Qual. Euro 2000                                                       | -                                                                     | 46’                                                                   |
| 28-4-1999                                                             | Zagabria                                                              | Croazia                                                               | 0 – 0                                                                 | Italia                                                                | Amichevole                                                            | -                                                                     | 57’                                                                   |
| 5-6-1999                                                              | Bologna                                                               | Italia                                                                | 4 – 0                                                                 | Galles                                                                | Qual. Euro 2000                                                       | -                                                                     |                                                                       |
| 9-6-1999                                                              | Losanna                                                               | Svizzera                                                              | 0 – 0                                                                 | Italia                                                                | Qual. Euro 2000                                                       | -                                                                     |                                                                       |
| 8-9-1999                                                              | Napoli                                                                | Italia                                                                | 2 – 3                                                                 | Danimarca                                                             | Qual. Euro 2000                                                       | -                                                                     | 70’                                                                   |
| 23-2-2000                                                             | Palermo                                                               | Italia                                                                | 1 – 0                                                                 | Svezia                                                                | Amichevole                                                            | -                                                                     | 46’                                                                   |
| 26-4-2000                                                             | Reggio Calabria                                                       | Italia                                                                | 2 – 0                                                                 | Portogallo                                                            | Amichevole                                                            | -                                                                     | 76’                                                                   |
| Totale                                                                |                                                                       | Presenze                                                              | 13                                                                    |                                                                       | Reti                                                                  | 1                                                                     |                                                                       |

### Statistiche da allenatore
Statistiche aggiornate al 25 maggio 2025. In grassetto le competizioni vinte.
| Stagione        | Squadra         | Campionato      | Campionato | Campionato | Campionato | Campionato | Coppe nazionali | Coppe nazionali | Coppe nazionali | Coppe nazionali | Coppe nazionali | Coppe continentali | Coppe continentali | Coppe continentali | Coppe continentali | Coppe continentali | Altre coppe | Altre coppe | Altre coppe | Altre coppe | Altre coppe | Totale | Totale | Totale | Totale | % Vittorie | Piazzamento      |
| Stagione        | Squadra         | Comp            | G          | V          | N          | P          | Comp            | G               | V               | N               | P               | Comp               | G                  | V                  | N                  | P                  | Comp        | G           | V           | N           | P           | G      | V      | N      | P      | %          | Piazzamento      |
| --------------- | --------------- | --------------- | ---------- | ---------- | ---------- | ---------- | --------------- | --------------- | --------------- | --------------- | --------------- | ------------------ | ------------------ | ------------------ | ------------------ | ------------------ | ----------- | ----------- | ----------- | ----------- | ----------- | ------ | ------ | ------ | ------ | ---------- | ---------------- |
| 2008-gen. 2009  | Lanciano        | 1D              | 20         | 6          | 3          | 11         | CI-LP           | 4               | 1               | 3               | 0               | -                  | -                  | -                  | -                  | -                  | -           | -           | -           | -           | -           | 24     | 7      | 6      | 11     | 29,17      | Eson.            |
| gen.-giu. 2010  | Pescara         | 1D              | 15+4       | 8+2        | 4+2        | 3          | CI-LP           | -               | -               | -               | -               | -                  | -                  | -                  | -                  | -                  | -           | -           | -           | -           | -           | 19     | 10     | 6      | 3      | 52,63      | Sub., 2º (prom.) |
| 2010-2011       | Pescara         | B               | 42         | 14         | 11         | 17         | CI              | 1               | 0               | 0               | 1               | -                  | -                  | -                  | -                  | -                  | -           | -           | -           | -           | -           | 43     | 14     | 11     | 18     | 32,56      | 13º              |
| Totale Pescara  | Totale Pescara  | Totale Pescara  | 61         | 24         | 17         | 20         |                 | 1               | 0               | 0               | 1               |                    | -                  | -                  | -                  | -                  |             | -           | -           | -           | -           | 62     | 24     | 17     | 21     | 38,71      |                  |
| lug.-dic. 2011  | Lecce           | A               | 13         | 2          | 2          | 9          | CI              | 1               | 0               | 0               | 1               | -                  | -                  | -                  | -                  | -                  | -           | -           | -           | -           | -           | 14     | 2      | 2      | 10     | 14,29      | Eson.            |
| 2012-2013       | Sassuolo        | B               | 42         | 25         | 10         | 7          | CI              | 2               | 1               | 0               | 1               | -                  | -                  | -                  | -                  | -                  | -           | -           | -           | -           | -           | 44     | 26     | 10     | 8      | 59,09      | 1º (prom.)       |
| 2013-2014       | Sassuolo        | A               | 33         | 9          | 7          | 17         | CI              | 2               | 1               | 0               | 1               | -                  | -                  | -                  | -                  | -                  | -           | -           | -           | -           | -           | 35     | 10     | 7      | 18     | 28,57      | Eson., Sub., 17º |
| 2014-2015       | Sassuolo        | A               | 38         | 12         | 13         | 13         | CI              | 3               | 2               | 0               | 1               | -                  | -                  | -                  | -                  | -                  | -           | -           | -           | -           | -           | 41     | 14     | 13     | 14     | 34,15      | 12º              |
| 2015-2016       | Sassuolo        | A               | 38         | 16         | 13         | 9          | CI              | 2               | 1               | 0               | 1               | -                  | -                  | -                  | -                  | -                  | -           | -           | -           | -           | -           | 40     | 17     | 13     | 10     | 42,50      | 6º               |
| 2016-2017       | Sassuolo        | A               | 38         | 13         | 7          | 18         | CI              | 1               | 0               | 0               | 1               | UEL                | 10                 | 3                  | 4                  | 3                  | -           | -           | -           | -           | -           | 49     | 16     | 11     | 22     | 32,65      | 12º              |
| Totale Sassuolo | Totale Sassuolo | Totale Sassuolo | 189        | 75         | 50         | 64         |                 | 10              | 5               | 0               | 5               |                    | 10                 | 3                  | 4                  | 3                  |             | -           | -           | -           | -           | 209    | 83     | 54     | 72     | 39,71      |                  |
| 2017-2018       | Roma            | A               | 38         | 23         | 8          | 7          | CI              | 1               | 0               | 0               | 1               | UCL                | 12                 | 6                  | 2                  | 4                  | -           | -           | -           | -           | -           | 51     | 29     | 10     | 12     | 56,86      | 3º               |
| 2018-mar. 2019  | Roma            | A               | 26         | 12         | 8          | 6          | CI              | 2               | 1               | 0               | 1               | UCL                | 8                  | 4                  | 0                  | 4                  | -           | -           | -           | -           | -           | 36     | 17     | 8      | 11     | 47,22      | Eson.            |
| Totale Roma     | Totale Roma     | Totale Roma     | 64         | 35         | 16         | 13         |                 | 3               | 1               | 0               | 2               |                    | 20                 | 10                 | 2                  | 8                  |             | -           | -           | -           | -           | 87     | 46     | 18     | 23     | 52,87      |                  |
| lug.-ott. 2019  | Sampdoria       | A               | 7          | 1          | 0          | 6          | CI              | 1               | 1               | 0               | 0               | -                  | -                  | -                  | -                  | -                  | -           | -           | -           | -           | -           | 8      | 2      | 0      | 6      | 25,00      | Eson.            |
| 2020-feb. 2021  | Cagliari        | A               | 23         | 3          | 6          | 14         | CI              | 3               | 2               | 0               | 1               | -                  | -                  | -                  | -                  | -                  | -           | -           | -           | -           | -           | 26     | 5      | 6      | 15     | 19,23      | Eson.            |
| lug.-set. 2021  | Verona          | A               | 3          | 0          | 0          | 3          | CI              | 1               | 1               | 0               | 0               | -                  | -                  | -                  | -                  | -                  | -           | -           | -           | -           | -           | 4      | 1      | 0      | 3      | 25,00      | Eson.            |
| 2023-2024       | Frosinone       | A               | 38         | 8          | 11         | 19         | CI              | 4               | 3               | 0               | 1               | -                  | -                  | -                  | -                  | -                  | -           | -           | -           | -           | -           | 42     | 11     | 11     | 20     | 26,19      | 18º (retr.)      |
| 2024-2025       | Venezia         | A               | 38         | 5          | 14         | 19         | CI              | 1               | 0               | 0               | 1               | -                  | -                  | -                  | -                  | -                  | -           | -           | -           | -           | -           | 39     | 5      | 14     | 20     | 12,82      | 19º (retr.)      |
| 2025-2026       | Lecce           | A               | 0          | 0          | 0          | 0          | CI              | 1               | 1               | 0               | 0               | -                  | -                  | -                  | -                  | -                  | -           | -           | -           | -           | -           | 1      | 1      | 0      | 0      | 100,00&    | in corso         |
| Totale Lecce    | Totale Lecce    | Totale Lecce    | 13         | 2          | 2          | 9          |                 | 2               | 1               | 0               | 1               |                    | -                  | -                  | -                  | -                  |             | -           | -           | -           | -           | 15     | 3      | 2      | 10     | 20,00      |                  |
| Totale carriera | Totale carriera | Totale carriera | 456        | 159        | 119        | 178        |                 | 30              | 15              | 3               | 12              |                    | 30                 | 13                 | 6                  | 11                 |             | -           | -           | -           | -           | 516    | 187    | 128    | 201    | 36,24      |                  |

## Palmarès

### Giocatore

#### Club

##### Competizioni nazionali
- Campionato italiano: 1

Roma: 2000-2001

### Allenatore

#### Club

##### Competizioni nazionali
- Campionato italiano di Serie B: 1

Sassuolo: 2012-2013

#### Individuale
- Panchina d'argento: 1

2012-2013
- L'allenatore dei sogni: 1

2015
- Premio Nazionale Enzo Bearzot: 1

2018